# Pesztani
Pesztani lub Peštani (maced. Пештани) – wieś w południowo-zachodniej Macedonii Północnej, w gminie Ochryda.
Osada liczy 1 326 mieszkańców.